# 인포매틱스뷰
인포매틱스뷰(영어: Informaticsview)는 여행소식, 여행사, 여행플랫폼 정보와 여행지 추천 등 여행관련 컨텐츠를 전문으로 하는 여행전문 채널이다. 국내여행 해외여행등 종합내용을 다루며 2024년 5월 20일 창간되었다.

## 상세
다른플랫폼과 다르게 여행지 내용 정보만 제공하는게 아니라 여행사나 여행플랫폼, 항공사 등의 주요 소식도 많이 업데이트되고 있어 다양한 정보를 볼 수 있다.